# 1964 في اليونان
فيما يلي قوائم الأحداث التي وقعت خلال عام 1964 في اليونان.

## سياسة

### تعيين في المنصب
- 18 فبراير – جورجيوس باباندريو رئيس وزراء اليونان.
- 19 فبراير – أندرياس باباندريو Minister at the Presidency of the Government of Greece ‏،.
- 19 فبراير – كونستانتين ميتسوتاكيس Minister of Finance of Greece  [لغات أخرى]‏.

### انتهاء فترة المنصب
- 5 يونيو – أندرياس باباندريو Minister at the Presidency of the Government of Greece ‏،.

## أفلام
من الأفلام التي صدرت هذه السنة في اليونان:
- 1 يناير – زوربا اليوناني من إخراج مايكل كاكويانيس.

## مواليد

### يناير
- 1 يناير – ماريا هوكلي صحفية يونانية.

### مايو
- 26 مايو – أرجيريس بيدولاكيس

## وفيات

### فبراير
- 6 فبراير – شفيق أكير (مواليد 1877)

### مارس
- 6 مارس – بول ملك اليونان (مواليد 1901)